# Бернетт, Веллингтон
Веллингтон Паркер Бёрнетт, мл. (англ. Wellington Parker Burtnett, Jr.; 26 августа 1930, Сомервилл, штат Массачусетс, США — 21 августа 2013, Уилмингтон, штат Массачусетс, США) — американский хоккеист, серебряный призёр зимних Олимпийских игр в Кортина-д’Ампеццо (1956).

## Биография
Выступал за Бостонский колледж, был членом символической сборной любителей All-America (1952 и 1953). Участие и завоеванная серебряная медаль зимних Олимпийских игр в Кортина-д’Ампеццо (1956) стали его единственным опытом международных турниров. Он выступил только в одном матче — на групповом этапе против Чехословакии. На протяжении всей своей карьеры выступал за Бостон, продолжив карьеру в команде ветеранов.